# الحفيره (مركز ظلم)
الحفيره قرية سعودية، تتبع مركز ظلم في لمحافظة الطائف في بمنطقة مكة المكرمة. تقع سرق مدينة الطائف بمسافة (230) كم تقريبا.